# Добромір
Добромір (рум. Dobromir) — село у повіті Констанца в Румунії. Входить до складу комуни Добромір.
Село розташоване на відстані 141 км на схід від Бухареста, 70 км на захід від Констанци.

## Населення
За даними перепису населення 2002 року у селі проживали 790 осіб.
Національний склад населення села:
| Національність | Кількість осіб | Відсоток |
| -------------- | -------------- | -------- |
| турки          | 563            | 71,3%    |
| румуни         | 227            | 28,7%    |

Рідною мовою назвали:
| Мова      | Кількість осіб | Відсоток |
| --------- | -------------- | -------- |
| турецька  | 562            | 71,1%    |
| румунська | 228            | 28,9%    |